# Maccaffertium pudicum
Maccaffertium pudicum is een haft uit de familie Heptageniidae. De wetenschappelijke naam van de soort is voor het eerst geldig gepubliceerd in 1861 door Hagen.
De soort komt voor in het Nearctisch gebied.